# Giorgione
Giorgione, vlastním jménem Giorgio Barbarelli da Castelfranco, zvaný též Zorzo či Zorzi (1477/78 Castelfranco Veneto – podzim 1510 Benátky), byl italský renesanční malíř. O jeho životě víme velmi málo. Jméno „Giorgione“, což znamená „Velký Jiří“, v roce 1548 poprvé použil Paolo Pino v knize Dialogo di Pittura, aby upozornil na malířovu velikost postavy i ducha. V Giorgionově díle se podařilo vytvořit ideál vrcholné renesance – harmonickou jednotu přírody a člověka.

## Životopisné údaje
Vzhledem k malému počtu ověřitelných zpráv je o životě Giorgia Barbarelliho, zvláště o jeho dětství, známo jen velmi málo. Uvádí se, že se narodil v městečku Castelfranco Veneto nedaleko Benátek. V dokumentu uvádějícím majetek v malířově pozůstalosti je uvedeno, že jeho otcem byl Giovanni Gasparini, což znamená, že Giorgionovo skutečné příjmení bylo Gasparini. Giorgionova matka zemřela ještě v jeho časném dětství a tak byl vychován nevlastní matkou Alessandrou. Pro svoje umělecké sklony brzy opustil rodinu v Castelfrancu a asi jako třináctiletý odešel do Benátek, kde vstoupil do učení v dílně Belliniů. Zde velmi rychle zvládl techniku malby i obrazovou barevnost typickou pro obrazy Giovanni Belliniho a patrnou i v jeho portrétech. V roce 1500 tato zkušenost Giorgionovi zajistila prestižní objednávku portrétů významných osobností jako benátského dóžete Agostina Barbariga nebo kondotiéra Consalva Ferranteho da Córdoba, kapitána neapolského království. Avšak nejen tyto portréty, ale i jeho podmanivý zpěv a zalíbení ve hře na loutnu Giorgionovi otevíraly dveře domů urozeného panstva. Asi v téže době se v Benátkách setkal s Leonardem da Vincim (1452–1516), který zde na začátku roku 1500 působil při přípravě návrhů vojenských staveb.

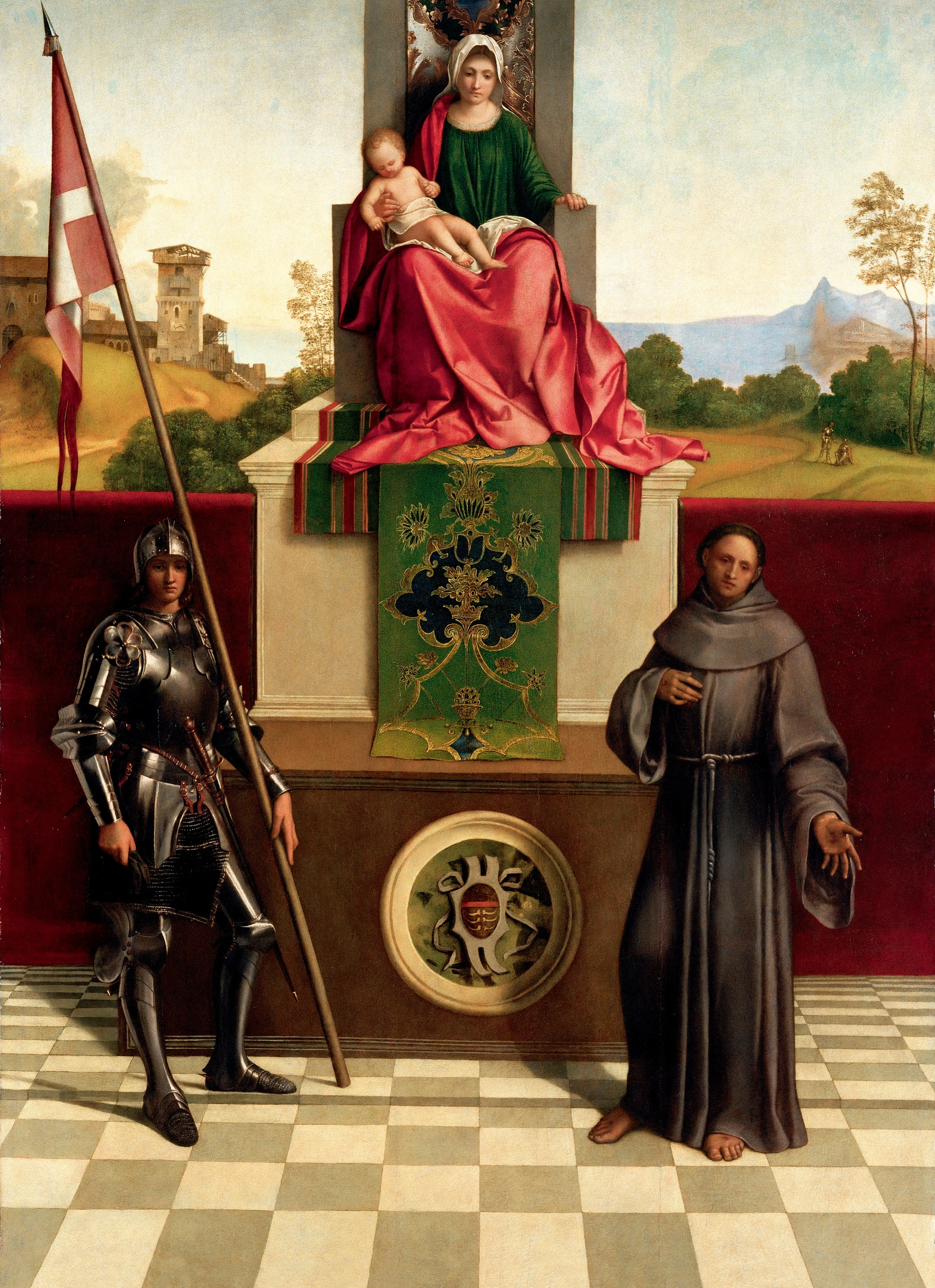
Trůnící Madona s dítětem a se sv. Františkem z Assisi a sv. Nicasiem Quirinem (1504/05; kostel San Liberale, Castelfranco Veneto, Itálie)

Krátce poté Giorgione navštívil rodné Castelfranco. Při té příležitosti ho požádal kondotiér Tuzio Costanzo, aby pro kapli sv. Jiří v městském kostele San Liberale namaloval oltářní obraz jako upomínku na smrt svého syna Mattea (1499). A tak v letech 1504 až 1505 Giorgione vyhotovil pro kapli sv. Jiří v tamním kostele oltářní obraz Madona s dítětem spolu se sv. Nicasiem Quirinem (nebo sv. Jiřím či sv. Liberalem ?) a sv. Františkem z Assisi, zvaný též Pala di Castelfranco. Protože obraz byl určen pro kapli sv. Jiří, lze předpokládat, že se nejpravděpodobněji jedná o vyobrazení tohoto světce.
V roce 1505 se Giorgione vrátil do Benátek, kde pracoval na freskách pro benátské paláce rodiny Grimani Servi a další domy bohatých benátských patricijů. V letech 1507 až 1508 vyzdobil freskami jednu stěnu Fondaco dei Tedeschi (sklad německých kupců). Existuje doklad, že za tuto práci Giorgione obdržel platbu 130 dukátů. Současně dostával platby za menší obrazy určené pro soukromé osoby. Nikoliv v roce 1511, jak naznačuje Vasari, ale na podzim roku 1510 Giorgione onemocněl morem, kterému krátce před 25. říjnem téhož roku podlehl. Vyplývá to z korespondence mezi Taddeo Albanem, agentem Isabelly d'Este, a samotnou vévodkyní. Giorgione byl pohřben v benátské laguně na ostrově Poveglia nebo na Lazzaretto Nuovo, které byly místem karantény v době morové nákazy.

## Umělecká tvorba
Giorgione byl vynikající kreslíř, uznávaný malíř fresek, a především, malíř portrétů a menších obrazů, které nesignoval. V současnosti je mu proto sice přisuzováno asi 40 obrazů, ale jen dvanáct z nich má pravděpodobné malířovo autorství a pouze šest z nich ho má téměř jisté.

### Obrazy
O pravděpodobném Giorgionově autorství zmíněných dvanácti obrazů víme díky Marcantonio Michielemu (1484–1552), benátskému šlechtici a sběrateli umění, který tyto obrazy koupil. Mezi nimi bylo pět obrazů, u nichž jsme si Giorgionovým autorstvím téměř jisti (Pastýř s flétnou, Chlapec se šípem, Bouře, Tři filozofové a Spící Venuše). Současně Michiele uvedl, že obraz Tři filozofové po Giorgionově smrti dokončil Sebastiano del Piombo (1485–1547), zatímco obraz Spící Venuše dokončil Tizian (1488/90–1576) tím, že do něho domaloval postavičku Kupida a krajinu na pozadí.

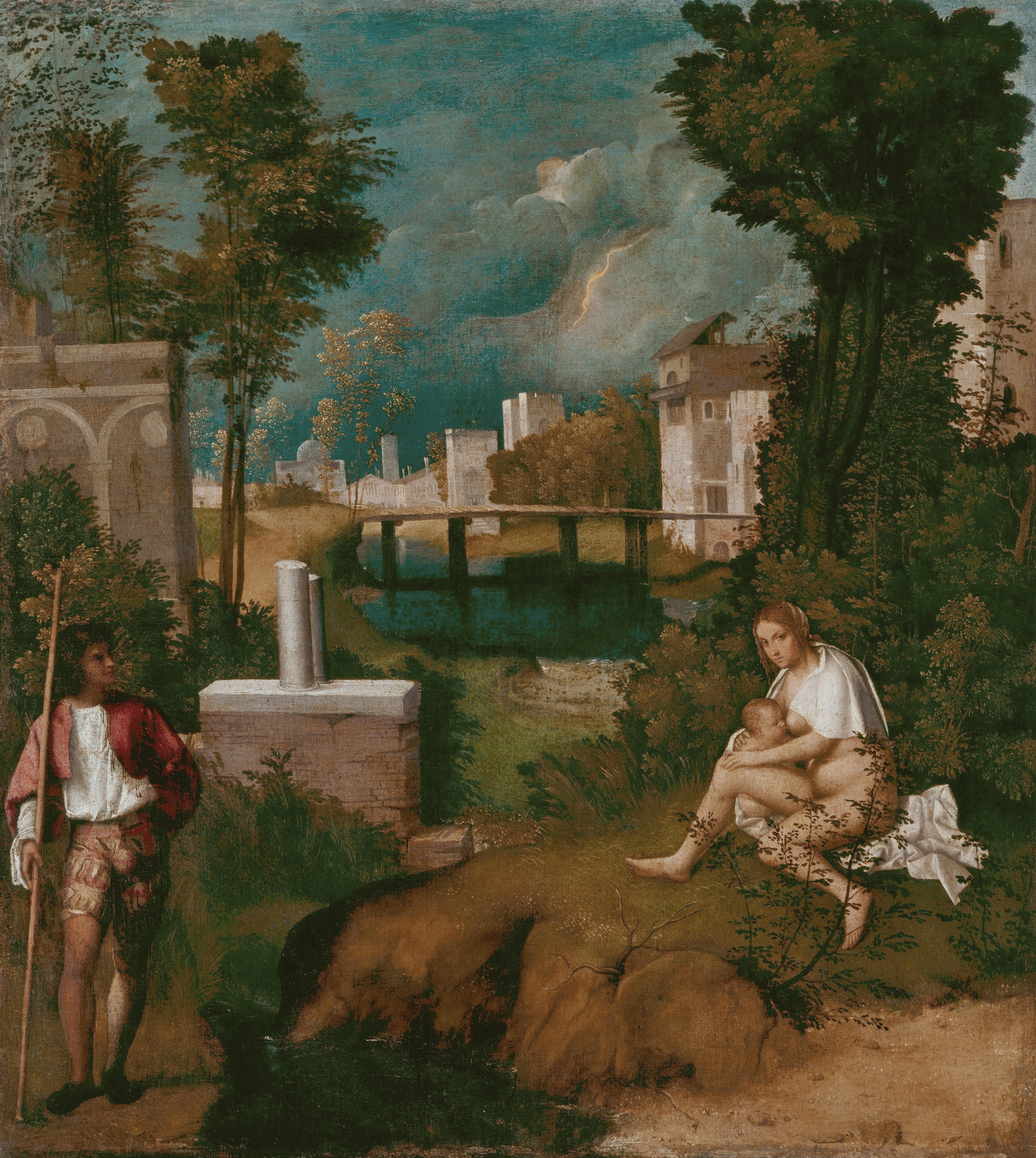
Bouře (1505 ?, Gallerie dell’Accademia, Benátky, Itálie)

Obraz Bouře, známý též jako La Tempesta, patří k základním dílům benátského malířství 16. století. Nevelkému obrazu dominuje příroda, přičemž o skrytém významu postav muže a nahé ženy s dítětem nás historici umění nechávají přemýšlet. Uvádějí, že se může jednat o Adama a Evu vyhnané z ráje, s hadem v popředí a bleskem na pozadí nebo o příběh z Ovidia či o pastorální scénu. V Pijoanových „Dějinách umění“ je citován Wickhoffův názor, že se jedná o starořímský námět básníka Statia a postavy představují Adrásta a Hypsipylé. Při restaurování obrazu se pod postavou muže (vojáka ?) našla skica nahé ženy, což lze pokládat za doklad toho, že malíř dával přednost přímé malbě před iniciální rozkresbou typickou pro florentský styl malby. Tento obraz předurčuje další vývoj krajinářství jako samostatného žánru v evropském malířství 16. století.

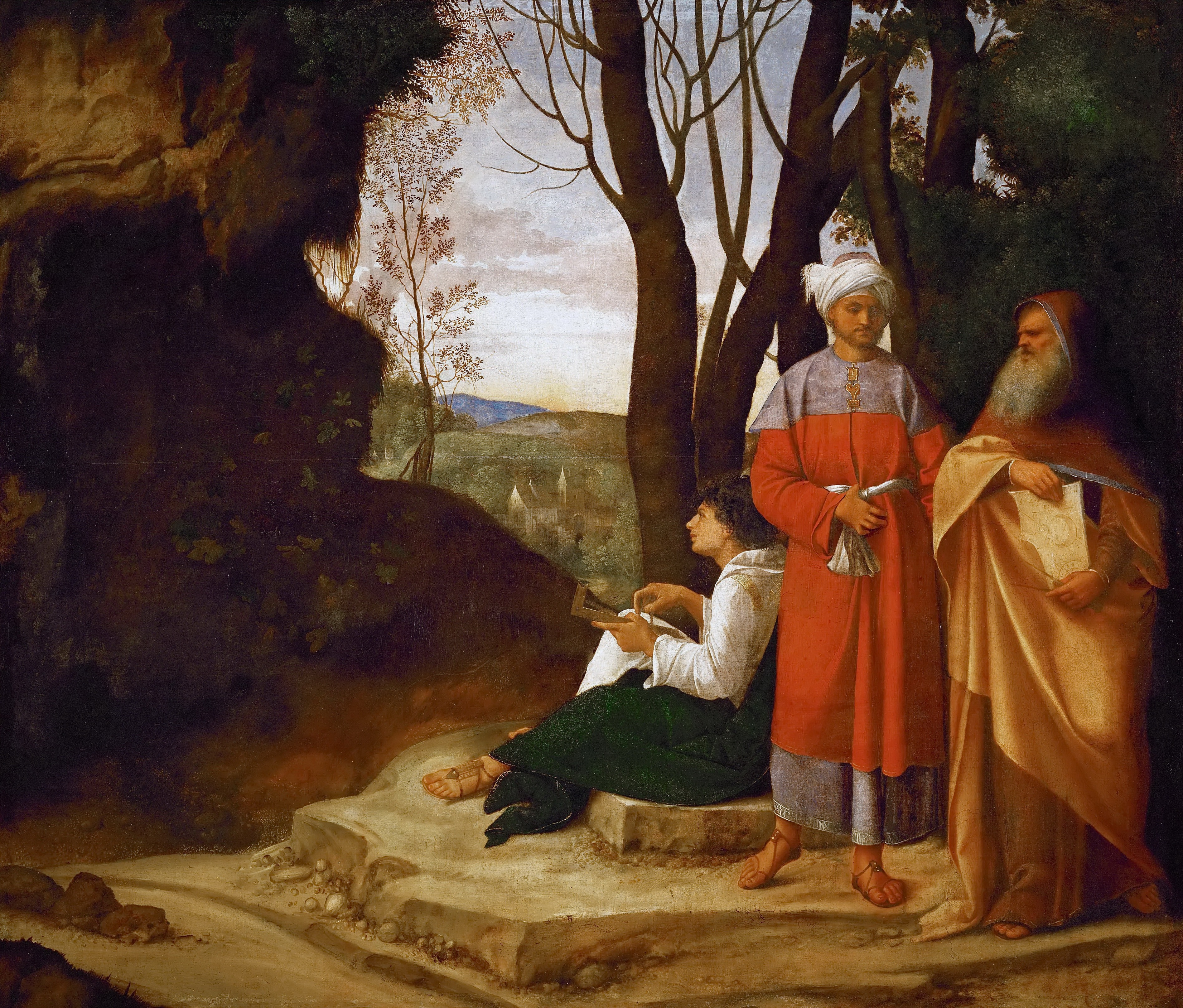
Tři filozofové (1508/09, Kunsthistorisches Museum, Vídeň, Rakousko)

Podobně jako v obrazu Bouře i v obrazu Tři filozofové dominuje krajina se třemi postavami, jejichž určení zůstává nejasné. Původně se hovořilo o třech osobách, v nichž někteří viděli mágy, jiní personifikaci cyklu tří období lidského života nebo tří vědních oborů. Dnes většina historiků umění se kloní k názoru, že se jedná o filozofy zkoumající svět přírody kolem sebe. Obraz však zůstal nedokončen a jeho konečnou podobu mu dal Giorgionův žák Sebastiano del Piombo. Giorgione však zašel ještě dál a na lyricky pojatém obraze Il Tramonto („Západ slunce“) zobrazil malebnou krajinu, do které umístil dvě drobné mužské postavy sedící u cesty vedoucí k jezeru. Postava sv. Jiří byla domalována až při restaurování obrazu v roce 1934. Obraz dokládá, že Giorgione znal některé práce Leonarda da Vinci vyznačující se sfumatem a použitím temných barev.

Západ slunce (tzv. „Il Tramonto“, 1506/10, Národní galerie, Londýn, V. Británie)

Tyto obrazy, ve kterých Giorgione upřednostnil přírodu před člověkem, kontrastují s jeho časnými obrazy vystavenými ve florentských Uffiziích (Mojžíš procházející zkouškou ohněm a Šalamounův soud, asi kolem 1500), v nichž upřednostnil postavy dominující nad přírodou. Některé z nich živě gestikulují, a některé mají částečně zakryté tváře jinými postavami, což v té době byla smělost budící úžas.

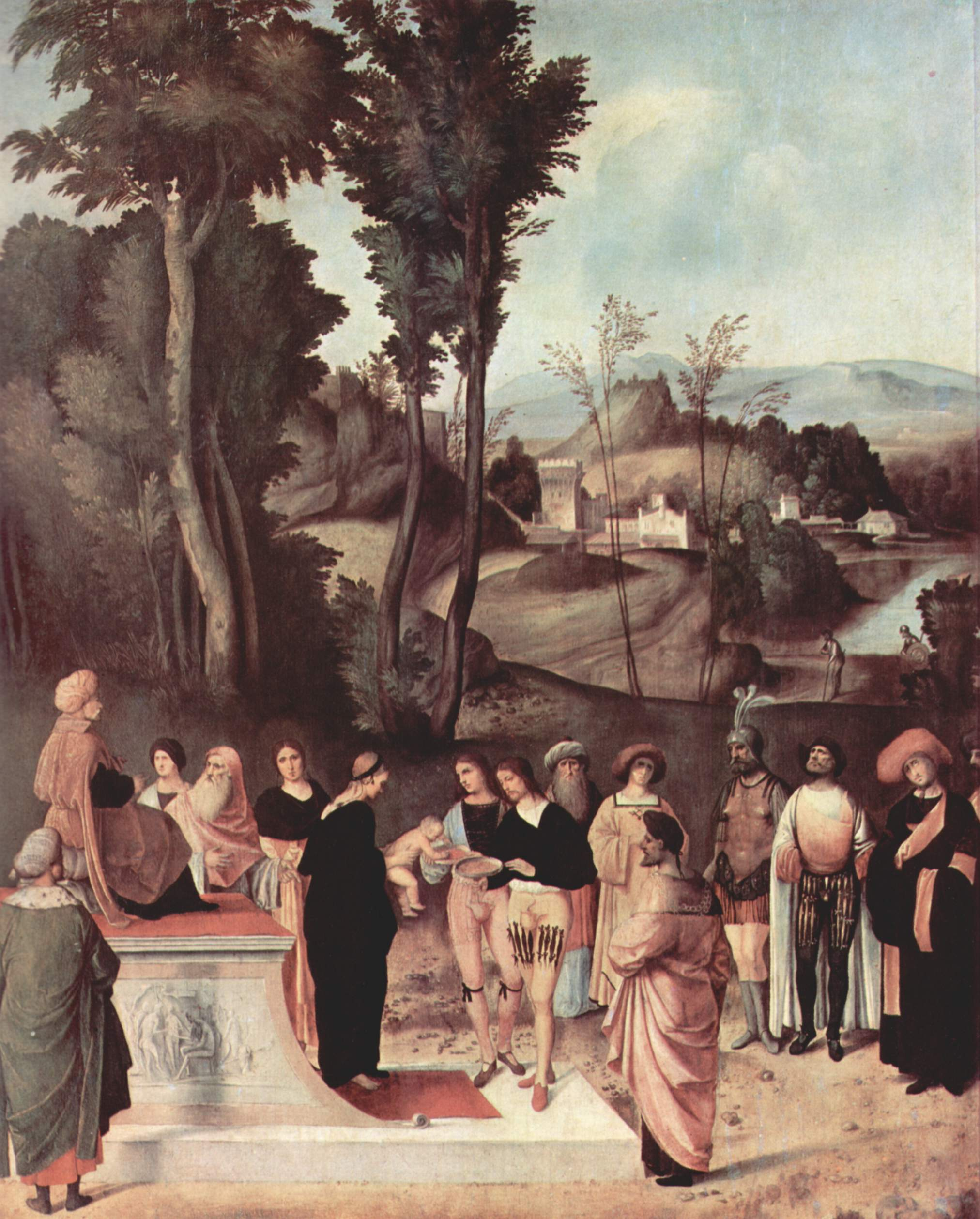
Mojžíš procházející zkouškou ohněm, asi 1500/02, Galleria degli Uffizi, Florencie, Itálie)

Větší vyzrálostí Giorgionovy tvorby se vyznačují dva obrazy, které jsou mu připisovány, a to Svatá rodina (1500/01) a pozdější Klanění pastýřů (asi 1502/05). Oba obrazy jsou v Národní galerii ve Washingtonu. Začíná se v nich projevovat nejen význam krajinných motivů, ale především malebný šerosvit (chiaroscuro), se kterým se malíř mohl setkat u Leonarda da Vinci při jeho zastavení v Benátkách. Leonardův způsob malby se objevil i v pozdních Giorgionových obrazech, což se dnes označuje jako „giorgionismus“.

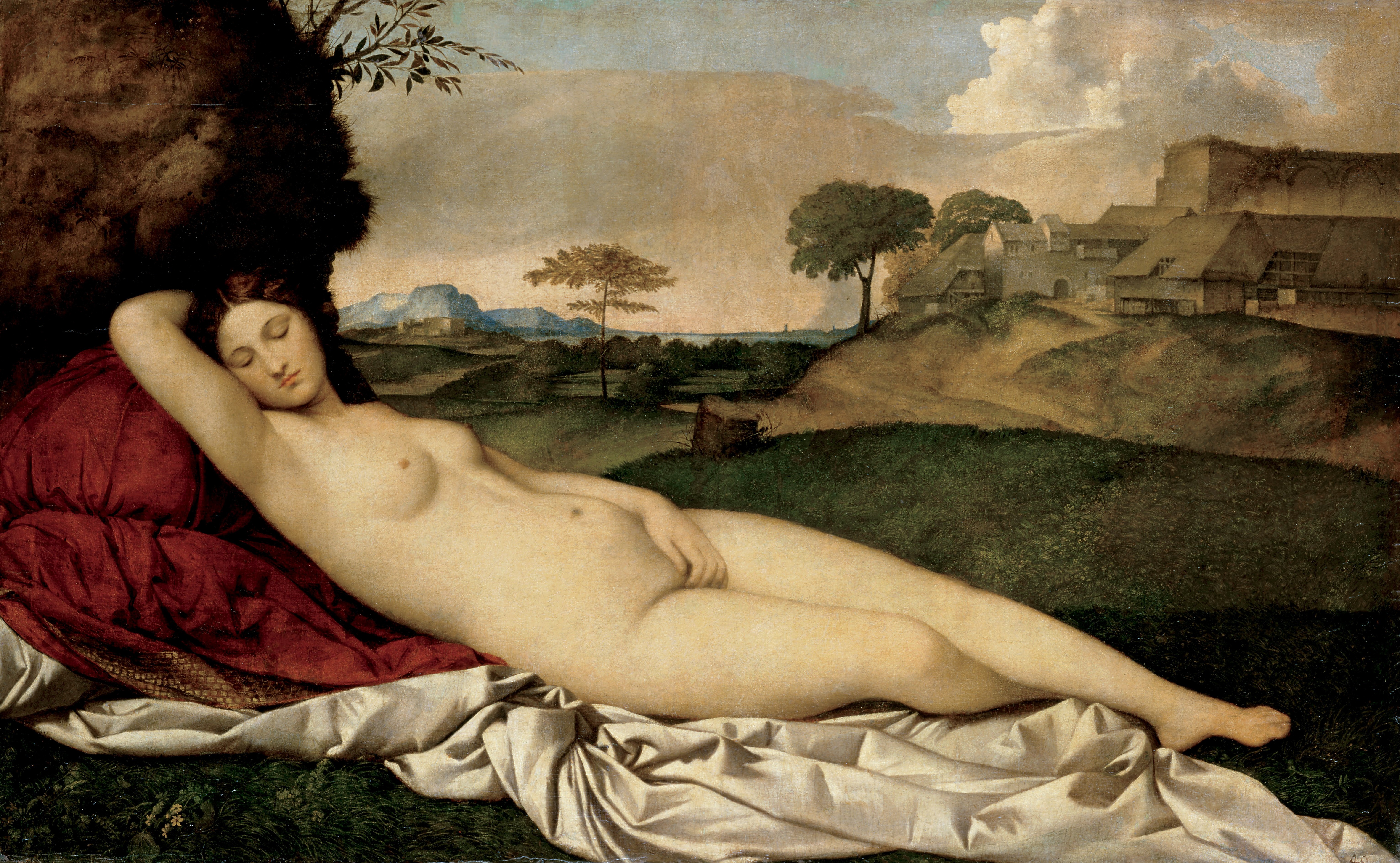
Spící Venuše (asi 1510, Gemäldegalerie, Drážďany, Německo)

Ten je také patrný v jednom z posledních Giorgionových obrazů, v drážďanské Spící Venuši. Její krása byla podnětem k opakování tohoto motivu v obrazech pozdějších malířů jako byli Tizian (Venuše urbinská), Velázquez (Venuše s Amorem), Goya (Nahá Maja nebo Manet (Olympia). Uvedení malíři v těchto obrazech sice dokázali sledoval hlavní linie Giorgionovy Venuše, ale její cudnost a krásu již opakovat nedokázali.

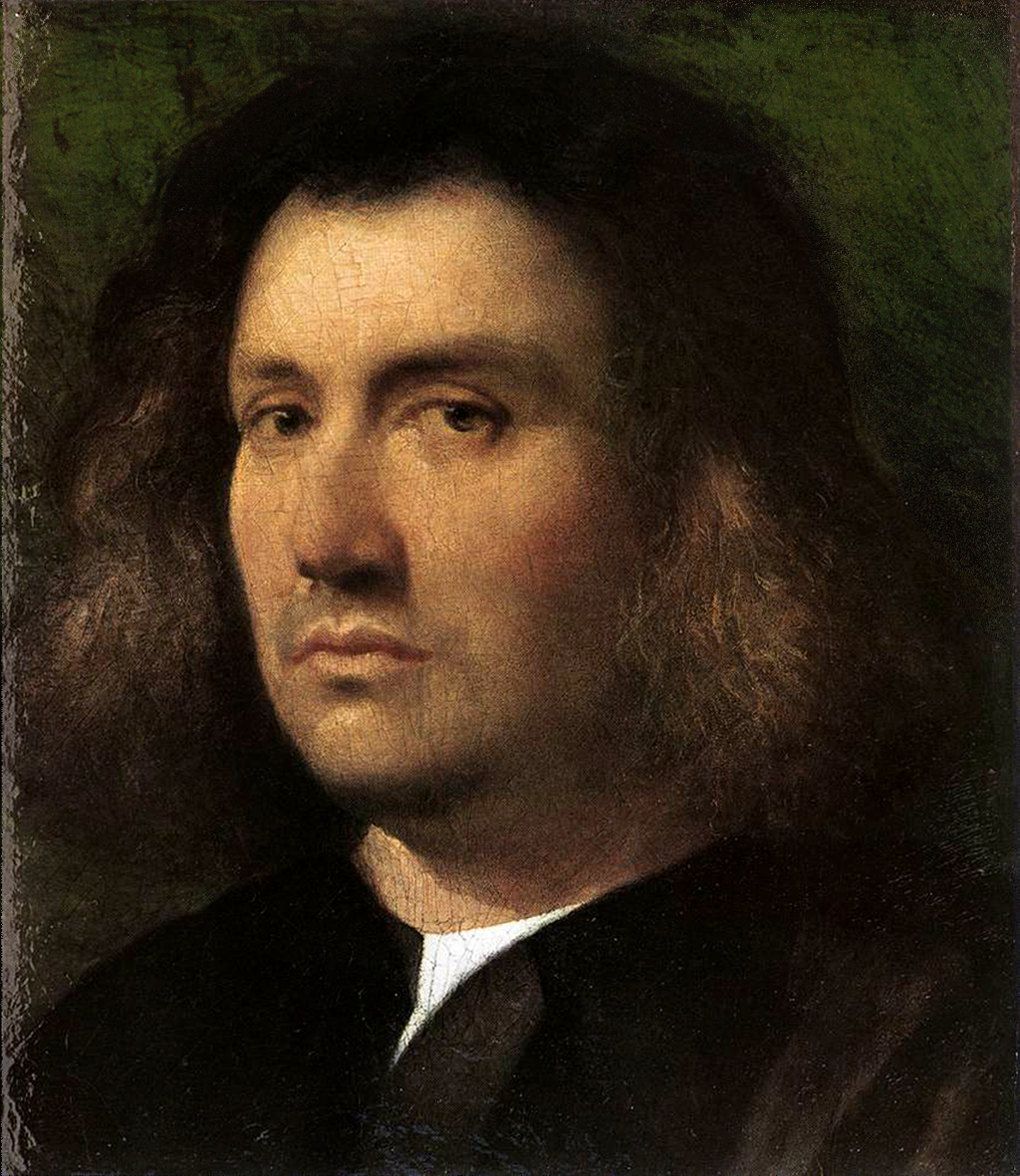
Portrét muže, tzv. Terrisův portrét (1506 ?, San Diego, USA)

K výše uvedeným pěti Michielim zmíněných obrazů se přiřazuje ještě šestý obraz s téměř jistým malířovým autorstvím. Je jím Portrét muže (dnes vystavený v San Diegu), zvaný též „Terrisův portrét“ (podle skotského majitele obrazu Alexandra Terrise).

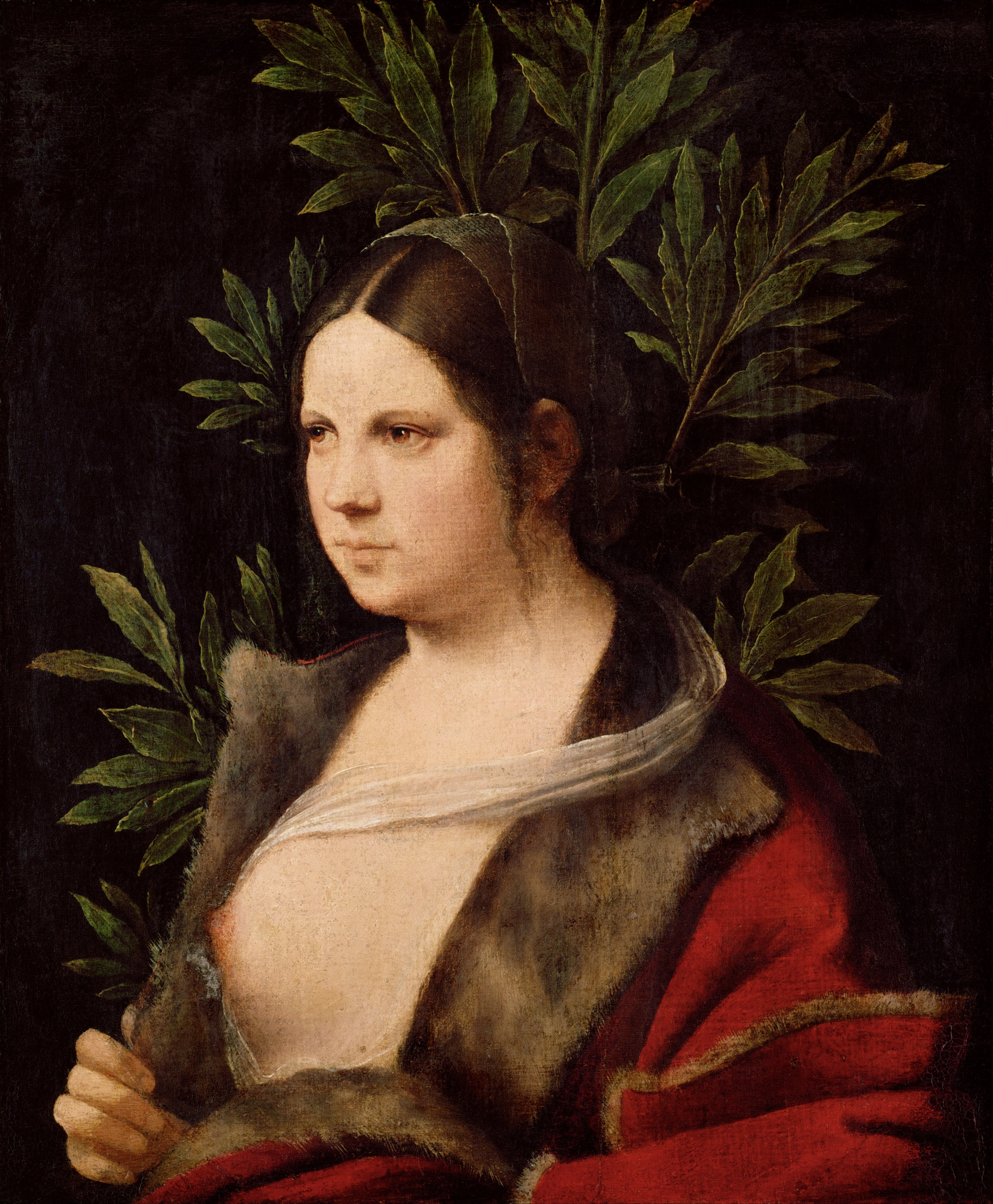
Podobizna mladé ženy (tzv. „Portrét Laury“, 1506, Kunsthistorisches Museum, Vídeň, Rakousko)

Na jeho zadní straně je připsán odkaz na to, že se jedná o Giorgionovu malbu. Uvedená datace je těžko čitelná, ale předpokládá se, že se jedná o stejný rok, jaký je uveden na obraze Podobizna mladé ženy, tj. rok 1506. Na zadní straně tohoto obrazu, zvaného též Portrét Laury, je připsáno, že: „...Roku 1506, 1, června, namalováno Zorzim z Castelfranca...“ Text byl asi připsán krátce po dokončení obrazu, avšak zřejmě nepochází z malířovy ruky. Označení obrazu je dáváno do souvislosti s listy vavřínu na pozadí obrazu (italsky „lauro“) nebo je to podobizna Lauretty, krásné benátskou kurtizány 16. století.

### Fresky
Pro slanou vlhkost vzduchu v benátské laguně nebyla fresková výzdoba exteriérů a interiérů benátských budov příliš oblíbená. Přesto, když si Giorgione pronajal dům poblíž mostu Rialto (1504), na jeho zdi namaloval fresku s postavami hudebníků a básníků spolu s amorky. Chtěl tím upozornit na svou zkušenost s tímto typem malby, která mu později vynesla objednávky na freskovou výzdobu Casa Soranzo či Casa Grimani alli Servi. V roce 1507 přišla i objednávka na freskovou výzdobu stěn skladiště německých kupců, na které pracoval spolu s Tizianem. Giorgione na průčelí skladu namaloval alegorické postavy. Freska však začala brzy podléhat benátskému počasí, takže do dnešní doby se dochoval jen fragment zobrazující Ženský akt, který vystavuje benátská Gallerie dell’Accademia.

### Kresby

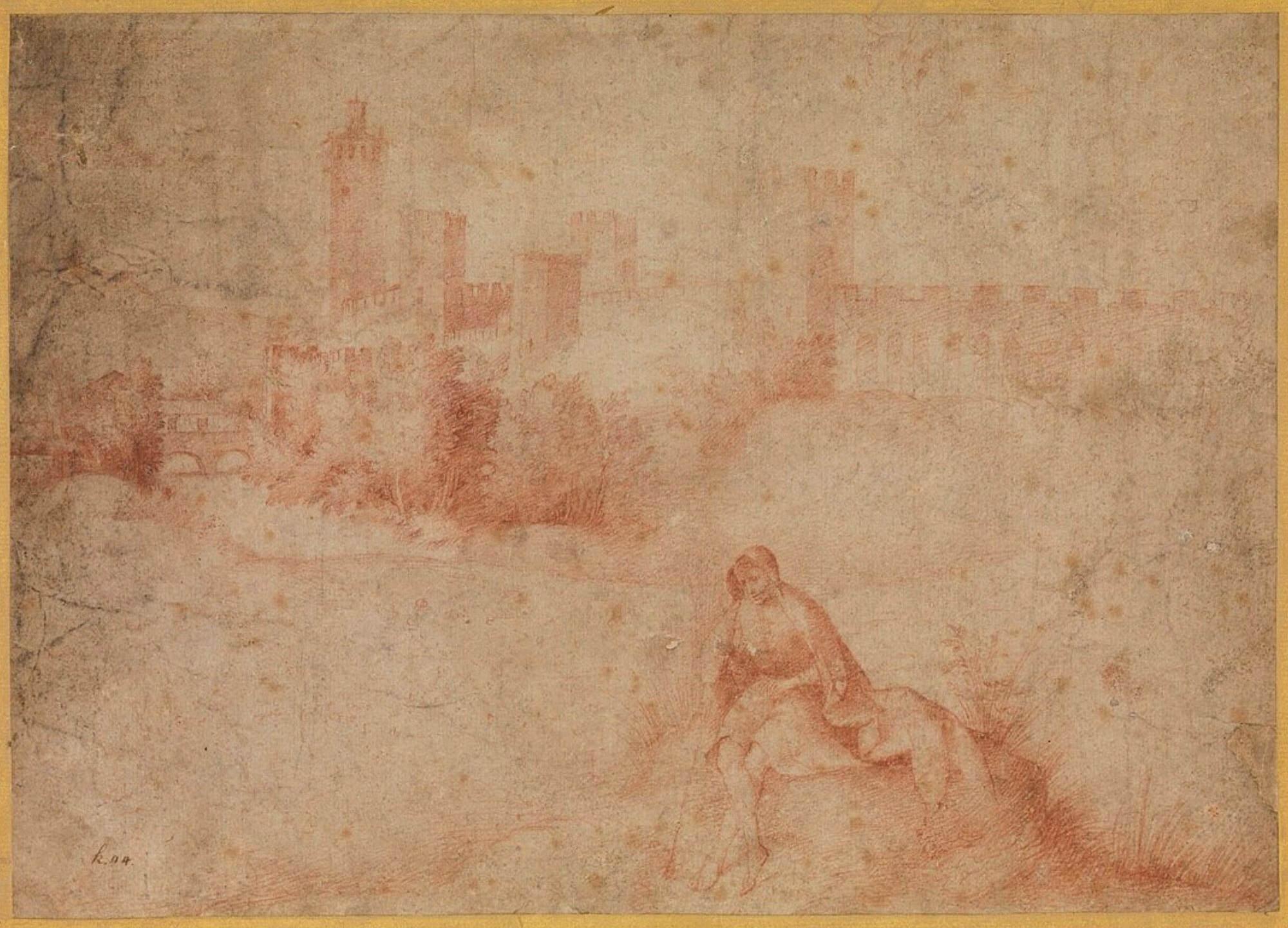
Pastýř či Pohled na kastel San Zeno, Montagnana (1500 ?, Museum Boijmans van Beuningen, Rotterdam, Holandsko)

Díky školení v dílně Belliniů byl Giorgione i výborným kreslířem. Jeho kreseb se však nedochovalo mnoho. Jednou z nich, jejímž velmi pravděpodobným autorem je Giorgione, je kresba nazvaná Pastýř (dnes v rotterdamském Museum Boijmans van Beuningen). Kresba zobrazuje pastýře, který si hůlkou kreslí postavy do písku. Krajina za ním je nepochybně krajinou Giorgionova dětství s volně znázorněnou siluetou rodného Castelfranca. Obrysy jsou jemně naznačené, takže šrafování ve stínových partiích vytváří měkké přechody. Prostor je vyplněný jemným světlem, čímž zdi pevnosti vytvářejí splývavý přechod mezi zemí a nebem.

## Umělecko-historický význam Giorgionova díla
Historický význam Giorgionovy tvorby spočívá v tom, že se mu podařilo překonat tradici quattrocenta. Bylo to hlavně díky tomu, že prohloubil Leonardovu techniku sfumata, a tím prohloubil duševní výraz zobrazených postav, zjednodušil barevnost obrazu, použil novou, často asymetrickou kompozici námětu, a k jeho zdůraznění využil dramatický šerosvit. Tím vytvořil základní podněty pro malířskou tvorbu baroka.